# Генріх Шмельцер
Генріх Шмельцер (нім. Heinrich Schmelzer; 14 березня 1914 — 4 липня 1985) — німецький офіцер, гауптштурмфюрер резерву СС. Кавалер Лицарського хреста Залізного хреста з дубовим листям.

## Біографія
14 березня 1935 року вступив в саперний штурмбанн частин посилення СС. В 1939 році — командир групи 3-ї роти саперного батальйону СС. Учасник Польської і Французької кампаній. Навесні 1941 року переведений в мотоциклетний батальйон СС дивізії СС «Райх». Учасник Балканської кампанії і Німецько-радянської війни. З серпня 1941 року — командир взводу 3-ї роти 2-го саперного батальйону СС. Влітку 1942 року переведений в штаб батальйону, влітку 1943 року очолив 2-гу роту батальйону. З січня 1944 року — командир 1-ї роти 2-го саперного батальйону СС своєї дивізії. Учасник боїв у Нормандії і Арденнського наступу. В квітні 1945 року очолив бойову групу в районі Герліца-Дрездена. 26 травня 1945 року здався американським військам. 27 лютого 1947 року звільнений.

## Нагороди
- Залізний хрест
  - 2-го класу (1 липня 1940)
  - 1-го класу (27 липня 1940)
- Нагрудний знак «За участь у загальних штурмових атаках» 1-го ступеня
- Нагрудний знак «За поранення» в чорному
- Медаль «За зимову кампанію на Сході 1941/42»
- Німецький хрест в золоті (27 жовтня 1942)
- Лицарський хрест Залізного хреста з дубовим листям
  - лицарський хрест (12 березня 1944)
  - дубове листя (№756; 28 лютого 1945)
- Нагрудний знак ближнього бою в золоті (1945)